# Federico Zurlo
Federico Zurlo (Cittadella, Província de Pàdua, 25 de febrer de 1994) és un ciclista italià professional des del 2015.

## Palmarès
- 2012
  - Vencedor d'una etapa a la Volta a Ístria
- 2013
  - 1r a la Coppa Belricetto
  - 1r a la Milà-Busseto
  - Vencedor d'una etapa a la Copa de les Nacions Vila de Saguenay
- 2014
  - 1r al Gran Premi De Nardi
  - 1r al Gran Premi Calvatone
- 2016
  - Vencedor d'una etapa a la Volta al llac Qinghai
- 2019
  - Vencedor d'una etapa al Volta al Japó
  - Vencedor d'una etapa al Tour de Kumano

### Resultats a la Volta a Espanya
- 2016. Abandona (4a etapa)
- 2017. 149è de la classificació general